# Nasci pra Cantar
"Nasci pra Cantar" é uma canção do cantor brasileiro Zelito Miranda, lançada em 10 de abril de 2022 como single.

## Composição
"Nasci pra Cantar" foi composta por Zelito Miranda e Rafael Junior, com referências do tradicional samba de coco. Na canção, Zelito resume sua vida em uma música que carrega a defesa da cultura nordestina, com referências a João Gilberto, Jackson do Pandeiro e o rio São Francisco. No refrão, canta: "Quando chego e solto a voz em todo lugar tem farra. Eu nasci para cantar e cantarei". Zelito cantou a música pela primeira vez no dia 10 de abril de 2022, em uma apresentação de seu projeto "Forró do Parque".

## Prêmios e indicações
| Ano  | Premiação                   | Categoria                 | Resultado | Ref.  |
| ---- | --------------------------- | ------------------------- | --------- | ----- |
| 2022 | Troféu Correio Folia Junina | Melhor música do São João | Indicado  | [ 4 ] |